# Bola (ginástica)

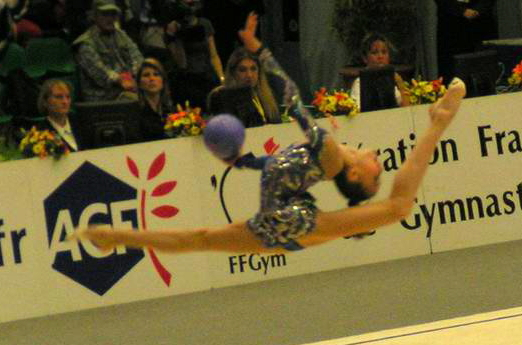
Valeria Kurylskaya competindo com a bola em 2004.

Bola é um dos cinco aparelhos pertencentes à Ginástica Rítmica. Ela é composta de plástico ou borracha e suas dimensões variam em um diâmetro entre dezoito e vinte centímetros, pesando, pelo menos, 400 Gramas ou mais. A bola na ginástica rítmica não costuma ter cor neutra, uma vez que cores chamativas são capazes de melhor captar a atenção dos espectadores.
Sendo o único aparelho o qual não se permite segurar, a bola deve estar em permanente movimento  ou em equilíbrio pelo corpo do atleta. Jogadas com controle e recuperações com precisão são elementos dinâmicos que valorizam a série do ginasta. Os elementos corporais devem ser executados sobre o apoio de um ou dois pés ou qualquer outra parte do corpo e devem ter forma fixa, ampla e bem definida.